# Elecciones presidenciales de Rumania de 2014
Las elecciones presidenciales de Rumania de 2014 tuvieron lugar en dos rondas, el 2 y el 16 de noviembre de dicho año, según lo decidido por el gobierno en febrero. En la primera ronda, de un número récord de catorce candidatos, dos principales candidatos calificaron para una segunda vuelta. Victor Ponta, primer ministro en funciones y líder del Partido Socialdemócrata (PSD) ganó alrededor de 40 % de los votos, y Klaus Iohannis, alcalde de Sibiu y líder de Alianza Cristiana Liberal, ganó alrededor del 30 %. Tras protestas masivas sobre cómo el gobierno de Ponta organizó las elecciones en la diáspora, Klaus Iohannis hizo una sorprendente reaparición y ganó la segunda vuelta con el 54.5 %, o más de un millón de votos sobre su contendiente.
Ponta, en calidad de primer ministro de Rumania desde mayo de 2012, gestionó su campaña mediante la promoción de un mensaje de reconciliación nacional de «gran unión» entre todos los rumanos, la defensa de su gobierno como equilibrado, con medidas tanto de izquierdas como progresivas, y la promesa de poner fin a la «era» establecida por el anterior presidente, Traian Basescu. Sin embargo, su gobierno se enfrentó a algunas críticas internacionales indirectas, con la subsecretaria de Estado norteamericana, Victoria Nuland, criticando en octubre de 2014 lo que llamó el «cáncer de la regresión democrática y la corrupción» en varios países de Europa central y del sudeste. Iohannis, perteneciente a la minoría alemana del país (como transilvano sajón), centró su campaña en la independencia del sistema de justicia y una orientación prooccidental, y se comprometió a promover «una Rumania de rigurosidad» y una «Rumania de las cosas bien hechas», mientras que culpó a los barones del gobierno regional del Partido Socialdemócrata de los problemas económicos y políticos del país.
La campaña electoral se desarrolló entre el 3 de octubre y el 1 de noviembre de 2014 y se vio ensombrecida por varios escándalos de corrupción (Microsoftgate, EADS, retrocesiones ilegales) que involucraron a figuras claves del PSD, sino también a la candidato Elena Udrea. El presidente saliente, Traian Basescu acusó a Victor Ponta de ser un espía encubierto, incompatible en virtud de la legislación rumana con un cargo público, mientras que Klaus Iohannis enfrentó acusaciones de incompatibilidad presentadas por la Agencia Nacional de Integridad después de septiembre de 2013. Tras largos tiempos de votación y un gran número de personas que no podría votar antes del cierre de urnas en la diáspora, se organizaron grandes protestas en varias de Rumania y en las embajadas rumanas antes de la segunda ronda. Esto fue considerado tanto incapacidad como falta de voluntad del gobierno de Ponta de organizar unas elecciones justas, y dio lugar a una sorprendente participación de más del 64 %, y una inesperada victoria para Iohannis en la segunda ronda.

## Candidatos
| Candidato               | Candidatura lanzada      | Candidatura registrada por la Oficina Electoral Central | Alianza                   | Partido                                        |
| ----------------------- | ------------------------ | ------------------------------------------------------- | ------------------------- | ---------------------------------------------- |
| Victor Ponta            | 12 de septiembre de 2014 | 18 de septiembre de 2014                                | Alianza PSD–UNPR–PC1      | Partido Socialdemócrata                        |
| Victor Ponta            | 12 de septiembre de 2014 | 18 de septiembre de 2014                                | Alianza PSD–UNPR–PC1      | Unión Nacional para el Progreso de Rumania     |
| Victor Ponta            | 12 de septiembre de 2014 | 18 de septiembre de 2014                                | Alianza PSD–UNPR–PC1      | Partido Conservador                            |
| Klaus Iohannis          | 11 de agosto de 2014     | 22 de septiembre de 2014                                | Alianza Cristiana Liberal | Partido Nacional Liberal                       |
| Klaus Iohannis          | 11 de agosto de 2014     | 22 de septiembre de 2014                                | Alianza Cristiana Liberal | Partido Demócrata Liberal                      |
| Klaus Iohannis          | 11 de agosto de 2014     | 22 de septiembre de 2014                                | Alianza Cristiana Liberal | Fuerza Cívica                                  |
| Monica Macovei          | 5 de agosto de 2014      | 22 de septiembre de 2014                                | —                         | Independiente                                  |
| Hunor Kelemen           | 17 de julio de 2014      | 24 de septiembre de 2014                                | —                         | Unión Democrática de Húngaros en Rumania       |
| Elena Udrea             | 19 de agosto de 2014     | 24 de septiembre de 2014                                | Alianza PMP–PNȚCD         | Partido Movimiento Popular                     |
| Elena Udrea             | 19 de agosto de 2014     | 24 de septiembre de 2014                                | Alianza PMP–PNȚCD         | Partido Nacional Campesino Cristiano Demócrata |
| Călin Popescu-Tăriceanu | 23 de julio de 2014      | 24 de septiembre de 2014                                | —                         | Independiente1                                 |
| William Brînză          | 23 de septiembre de 2014 | 24 de septiembre de 2014                                | —                         | Partido Ecologista Rumano                      |
| Constantin Rotaru       | 23 de septiembre de 2014 | 24 de septiembre de 2014                                | —                         | Partido Alternativa Socialista                 |
| Corneliu Vadim Tudor    | 23 de septiembre de 2014 | 24 de septiembre de 2014                                | —                         | Partido de la Gran Rumania                     |
| Dan Diaconescu          | 12 de octubre de 2013    | 24 de septiembre de 2014                                | —                         | Partido del Pueblo – Dan Diaconescu            |
| Gheorghe Funar          | 23 de septiembre de 2014 | 24 de septiembre de 2014                                | —                         | Independiente3                                 |
| Zsolt Szilágyi          | 23 de septiembre de 2014 | 24 de septiembre de 2014                                | —                         | Partido Popular Húngara de Transilvania        |
| Mirel Mircea Amariței   | 23 de septiembre de 2014 | 24 de septiembre de 2014                                | —                         | Partido PRODEMO                                |
| Teodor Meleșcanu        | 23 de septiembre de 2014 | 24 de septiembre de 2014                                | —                         | Independiente                                  |

1Como alternativa se conoce como la Unión Social Demócrata (USD). Legalmente esta alianza no puede utilizar este nombre, ya que pertenecía a una alianza entre el Partido Demócrata y el Partido Socialdemócrata de Rumania.

2Los requisitos legales para la inscripción del Partido Liberal Reformista no se cumplieron en el momento oportuno para esta elección. Como resultado, Tăriceanu se presentó como independiente.

3Hay una disputa entre Corneliu Vadim Tudor y Gheorghe Funar cuanto a quién es el líder legítimo del Partido de la Gran Rumania. Debido a Corneliu Vadim Tudor actualmente aparece como el líder del partido en el Registro de Partidos Políticos, Gheorghe Funar está corriendo como independiente.

## Resultados
| Candidato               | Partido                                                                                     | 1.ª vuelta | 1.ª vuelta | 2.ª vuelta | 2.ª vuelta |
| Candidato               | Partido                                                                                     | Votos      | Porcentaje | Votos      | Porcentaje |
| ----------------------- | ------------------------------------------------------------------------------------------- | ---------- | ---------- | ---------- | ---------- |
| Klaus Iohannis          | Partido Nacional Liberal - Partido Demócrata Liberal                                        | 2 881 406  | 30.07      | 6 288 769  | 54.44      |
| Victor Ponta            | Partido Social Demócrata - Unión Nacional para el Progreso de Rumania - Partido Conservador | 3 836 093  | 40.44      | 5 264 383  | 45.56      |
| Călin Popescu-Tăriceanu | Independiente                                                                               | 508 572    | 5.36       |            |            |
| Elena Udrea             | Partido del Movimiento Popular - Partido Nacional Campesino Cristiano Demócrata             | 493 376    | 5.20       |            |            |
| Monica Macovei          | Independiente                                                                               | 421 648    | 4.44       |            |            |
| Dan Diaconescu          | Partido Popular - Dan Diaconescu                                                            | 382 526    | 4.03       |            |            |
| Corneliu Vadim Tudor    | Partido de la Gran Rumanía                                                                  | 349 416    | 3.68       |            |            |
| Hunor Kelemen           | Unión Democrática de Húngaros en Rumania                                                    | 329 727    | 3.47       |            |            |
| Teodor Meleșcanu        | Independiente                                                                               | 104 131    | 1.09       |            |            |
| Zsolt Szilágyi          | Partido Popular Húngaro de Transilvania                                                     | 53 146     | 0.56       |            |            |
| Gheorghe Funar          | Independiente                                                                               | 45 405     | 0.47       |            |            |
| William Brînză          | Partido Ecologista Rumano                                                                   | 43 194     | 0.45       |            |            |
| Constantin Rotaru       | Partido Socialista Alternativo                                                              | 28 805     | 0.30       |            |            |
| Mirel Mircea Amariței   | Partido PRODEMO                                                                             | 7 895      | 0.08       |            |            |
| Votos válidos           | Votos válidos                                                                               | 9 485 340  | 100.00     | 11 553 152 | 100.00     |
| -> Votos nulos          | -> Votos nulos                                                                              | 227 446    |            | 166 111    |            |
| -> Participación        | -> Participación                                                                            | 9 723 232  | 53.17      | 11 719 344 | 64.10      |
| Registrados             | Registrados                                                                                 | 18 284 066 |            | 18 280 994 |            |